# Fritz Grotemeyer
Fritz Grotemeyer (eigentlich Friedrich Albert Theresia Grotemeyer, * 19. Juni 1864 in Münster; † 28. Juli 1947 in Witten) war ein deutscher Illustrator, Porträt-, Historien- und Kriegsmaler. Für seine Werke wurde Grotemeyer mehrfach ausgezeichnet.

## Leben
Grotemeyers Eltern Albert und Bertha Grotemeyer, geborene Westhoff, gründeten 1850 ein Kaffeehaus an der Aegidiistraße 10 in Münster. Hier wurde Fritz Grotemeyer als neuntes von elf Kindern geboren. Dieses Kaffeehaus malte Fritz Grotemeyer später.
Grotemeyer absolvierte eine Kaufmannslehre zum Textilkaufmann. Um sich als Maler ausbilden zu lassen, ging er 1887 zur Akademie der Bildenden Künste nach Berlin, wo er am 8. Oktober 1887 die Aufnahmeprüfung bestand. Sein Studium nahm er als Atelierschüler des Malers Woldemar Friedrich auf, der 1885 als Lehrer für das Fach Aktzeichnen an die Kunstakademie berufen worden war. Später studierte Grotemeyer bei Paul Friedrich Meyerheim. Von der Adolph-Menzel-Stiftung erhielt er 1893 ein Stipendium und wurde von Adolph von Menzel persönlich gefördert. Um 1900 fertigte Grotemeyer das Werk Militärparade auf dem Prinzipalmarkt in Münster an. Als Vertreter der akademischen Historienmalerei malte er von 1895 bis 1902 als Meisterschüler von Anton von Werner das Monumentalbild Die Friedensverhandlungen 1648 im Rathaus zu Münster für den Sitzungssaal des Stadtweinhauses in Münster. Von Kaiser Wilhelm II. erhielt Grotemeyer den Kronenorden für das Gemälde. Zudem wurde Adolph Menzel durch das Gemälde auf Grotemeyer aufmerksam. Dieser nahm Grotemeyer als Schüler zu sich und wurde zu dessen Gönner und Berater. Seine Werke wurden regelmäßig bei der Großen Berliner Kunstausstellung gezeigt. Seinen ersten großen Auftrag erhielt Grotemeyer 1897 für das Monumentalwandgemälde mit dem Titel Übergabe Bergedorfs an Hamburg-Lübecker Truppen, welche er für das Hamburger Rathaus anfertigte.
Für die Illustrirte Zeitung aus Leipzig bereiste Grotemeyer in den Anfängen des Ersten Weltkriegs zwischen 1914 und 1915 als Berichterstatter die Westfront. Hier war er als Kriegsmaler in Flandern und Nordfrankreich tätig. Sein Bild Feuertaufe der Freiwilligen bei Langemarck, 10. November 1914 wurde während des Krieges weit verbreitet. Es zeigt von vorn den Angriff deutscher Soldaten mit aufgepflanztem Bajonett und entfalteter Regimentsfahne während der Schlacht von Langemarck. Gefallene Soldaten sind nicht zu sehen. Die Metapher der „Feuertaufe“ lässt nach Ansicht Herfried Münklers den überaus verlustreichen und erfolglosen Angriff „als einen sakralen Akt erscheinen“. Während sich der Mythos von Langemarck konsolidierte, kehrte Grotemeyer 1915 mit dem Gemälde Sturmangriff deutscher Infanterie bei Langemarck am 22. April 1915 zu dem Thema zurück. Das dem ersten Gemälde sehr ähnelnde Bild zog eine Kontinuitätslinie zwischen der heroisierten Ersten und der Zweiten Flandernschlacht.
Zwischen dem 27. Februar 1916 und dem 14. November 1916 unternahm er auf Bitten des osmanischen Kriegsministers Enver Pascha eine Orientreise, um das Kriegsgeschehen im mit dem deutschen Kaiserreich verbündeten Osmanischen Reich als Bildberichterstatter zu dokumentieren. Der Kontakt zu Pascha ergab sich, nachdem Grotemeyer dessen Schwester in Berlin kennengelernt hatte. Bei seiner Orientreise malte er als ein bei der osmanischen Armee zugelassener Kriegsmaler im Osmanischen Reich, der heutigen Türkei. Auch in Palästina war er als Kriegsberichterstatter unterwegs. Am 27. Februar 1916 traf er in Konstantinopel ein, konnte witterungsbedingt die Reise nicht fortsetzen und fertigte daraufhin Skizzen der Stadt an. Zudem hielt er sich einige Zeit auf einem deutschen Kriegsschiff auf. Nach einem 14-tägigen Ausflug zu den Dardanellen versandte er erste Zeichnungen an die Leipziger Illustrirte. Erst im Mai 1916 konnte sich Grotemeyer einer Truppeneinheit anschließen, um die Reise nach Suez fortzusetzen. Als nächste Station erreichte er Aleppo. In Damaskus traf Grotemeyer auf den Oberbefehlshaber der vierten osmanischen Armee, der ihn persönlich mit dem Wagen nach Jerusalem brachte. Von Beʾer Scheva aus unternahm er Ausflüge in die Wüste. Seine Orientreise endete auf der Sinai-Halbinsel, wo er aus gesundheitlichen Gründen zur Umkehr gezwungen war. Am 22. Juni 1916 trat er die Rückreise an. Am 20. Juli 1916 hielt er sich im Österreich-Ungarischen Hospiz auf, von dessen Fenstern er in den Morgenstunden den Blick auf die Altstadt von Jerusalem malte. Während seines Aufenthalts in Jerusalem erstellte er dutzende Zeichnungen der Altstadt. Aufgrund seines sich weiter verschlechternden Gesundheitszustands kehrte er nach Konstantinopel zurück, wo eine schwere Form der Malaria bei ihm diagnostiziert wurde, die ihn sein Gehör verlieren ließ. Am 14. November 1916 begab er sich auf die Rückreise nach Berlin. Während seiner Orientreise fertige Grotemeyer hunderte von Skizzen und Zeichnungen an. 1916 malte er den Hermon im Libanongebirge, eine Szene aus der Oase Bir-Biren in der Wüste des Nord-Sinai, Pater Heinrich Hänsler der Dormitio-Abtei als Feldgeistlichen bei den Truppen der Suez-Expedition, die Brunnen von Birseba sowie den Bau der Bagdadbahn durch englische Gefangene. Zurück in Berlin fertigte er weitere Zeichnungen an, die seine Orientreise zeigen und von der Leipziger Illustrirten in den Folgejahren veröffentlicht wurden.
Von 1918 bis 1945 lebte Grotemeyer erneut in Berlin. Er erstellte ein Plakat als Lithographie für die Opfertage am 17. und 18. August 1918 zugunsten der Kolonial-Krieger-Spende, das im Jahr 2003 vom Verein Münster-Museum erworben und als Dauerleihgabe dem Stadtmuseum Münster zur Verfügung gestellt wurde. Für die Kolonial-Krieger-Spende gestaltete Grotemeyer zudem eine Postkartenserie mit Motiven aus Deutsch-Ostafrika. Am 3. März 1919 war Grotemeyer am Pariser Platz in Berlin bei der Heimkehr der Soldaten aus Ostafrika zugegen, die er in einem Gemälde festhielt. Zudem malte Grotemeyer in den 1920er Jahren großformatige Ölgemälde, die von orientalischen Motiven geprägt sind. Mehrere dieser Werke befinden sich im Besitz der Stadt Münster.
Am Flugplatz Loddenheide entstand 1931 ein Gemälde mit dem Titel Großflugtag Münster 1931. Ebenso beschäftigte sich Grotemeyer mit dem Dreißigjährigen Krieg. Im Jahr 1939 vermachte er einen Großteil seiner Zeichnungen der Stadt Münster.
In der Zeit des Nationalsozialismus war Grotemeyer Mitglied der Reichskammer der bildenden Künste. Er nahm 1934 an der Ausstellung des Vereins Berliner Künstler „Westfälische Künstler“ sowie 1941 in Saarbrücken an der Ausstellung „Zwischen Westwall und Maginot-Linie“ teil.
1942 erhielt Grotemeyer den Auftrag für die Anfertigung eines Porträts des Münsteraner Oberbürgermeister Dr. Georg Sperlich sowie eines Hitlerbildes. Am 11. August 1941 erhielt Grotemeyer vom Mindener Magistrat einen Auftrag, für den Rathaussaal den Mindener Geschichtszyklus bestehend aus neun Bildern zu erstellen, die die Geschichte der Stadt Minden zeigen. Die Werke fertigte er in den Kriegsjahren 1942 und 1943 an und stellte die Bilderreihe am 19. Januar 1943 fertig. Bevor das Rathaus bei einem Bombenangriff 1945 zerstört wurde, wurden die Werke magazinisiert, bis sie vom Mindener Museum 2002 der Öffentlichkeit wieder zugänglich gemacht wurden. Das Mindener Museum widmete Grotemeyer im Laufe der Jahrzehnte mehrere Ausstellungen.
1945 zog Grotemeyer von Berlin nach Witten.
Für eine Ausstellung in Chicago fertigte Grotemeyer einen Bildband von Alltagsszenen aus dem Pestalozzi-Fröbel-Haus an, für welchen Kaiserin Friedrich die Einleitung schrieb.
Zudem erstellte Grotemeyer Architekturbilder sowie historische Darstellungen seiner Heimatstadt Münster.
Grotemeyer wurde auf dem Waldfriedhof Lauheide beigesetzt. In Münster-Kinderhaus wurde die Grotemeyerstraße nach ihm benannt.

## Werke

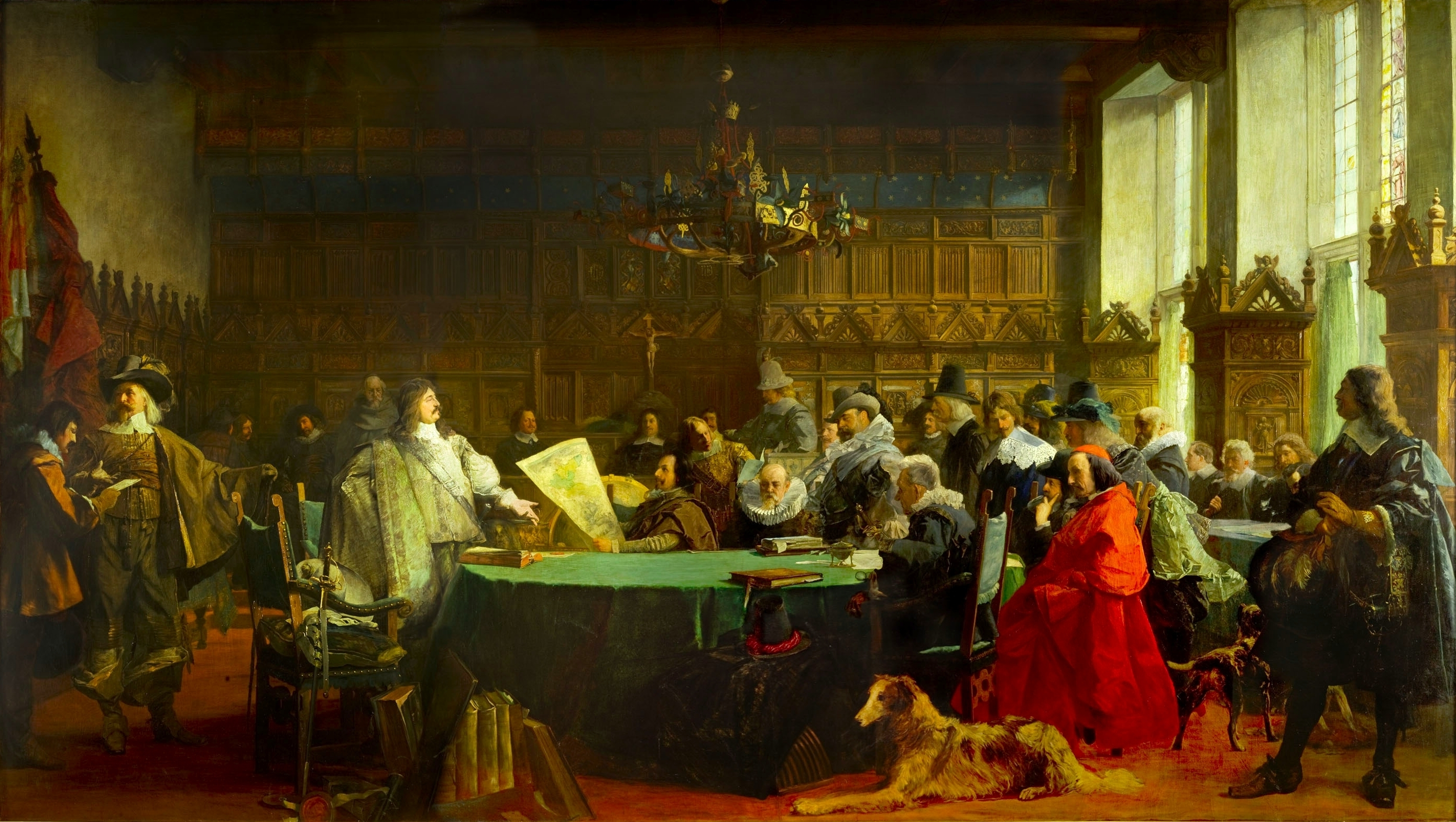
Die Friedensverhandlungen im Rathaussaale zu Münster 1648, Gemälde von 1902, Öl auf Leinwand

In verschiedenen Cafés, Restaurants, Hotels und Museen in Grotemeyers Heimatstadt Münster sind Gemälde des Künstlers zu finden.
Einige Werke Grotemeyers sind heute im Café Grotemeyer an der Salzstraße gegenüber dem Erbdrostenhof in Münster zu sehen. Weitere Werke befinden sich in einer dauerhaften Ausstellung im Stadtmuseum Münster, darunter das 1902 entstandene Gemälde Die Friedensverhandlungen 1648 im Rathaus zu Münster, das seit 1989 im Besitz des Museums ist. Viele seiner Werke vermachte Grotemeyer dem Münsteraner Stadtmuseum bereits 1939. Im Hotel Kaiserhof an der Bahnhofstraße in Münster sind weitere Werke Grotemeyers zu finden. Ebenso finden sich Gemälde von Grotemeyer im Restaurant Kiepenkerl in Münster. Das Gemälde Dämmerschoppen ist im Wiedertäuferzimmer des Gasthaus Stuhlmacher am Prinzipalmarkt zu sehen.
Das Militärhistorische Museum der Bundeswehr in Dresden erwarb Ende 2012 das Reiterbild des afrodeutschen Militärmusikers und Kaiser-Husaren Elo Wilhelm Sambo, das Grotemeyer 1927 malte. Der gebürtige Kameruner Sambo war nach seiner Kesselpauker-Militärlaufbahn als Kaffeekoch im Nobelrestaurant von Albin Middendorf am Prinzipalmarkt in Münster tätig. Albin Middendorf gab das Porträt Sambos bei Grotemeyer in Auftrag.
Für die Hofkonditorei Middendorf in Münster malte Grotemeyer den Bilderzyklus „Baron von Romberg“.
Grotemeyer fertigte im September 1933 eine lebensgroße und realistische Malerei des Münsteraner Zahnarztes Hermann Austrup an. Austrups Nachkommen entschieden sich Anfang 2013 zum Verkauf dieses Gemäldes, dessen Wert auf einen vierstelligen Eurobetrag geschätzt wird.
| Jahr      | Name | Art                   | Standort                                                          |
| --------- | --- | --------------------- | ----------------------------------------------------------------- |
| 1892/1893 | Schneeballschlacht in der Stadt | Öl auf Karton         | Akademie der Künste Berlin                                        |
| 1892/1893 | Kinderszenen | sechs Zeichnungen     | Akademie der Künste Berlin                                        |
| 1897      | Übergabe Bergedorfs an Hamburg-Lübecker Truppen | Monumentalwandgemälde | Hamburger Rathaus                                                 |
| 1902      | Die Friedensverhandlungen 1648 im Rathaus zu Münster | Öl auf Leinwand       | Stadtmuseum Münster                                               |
| um 1905   | Am Schwielowsee | Öl auf Leinwand       | Privatbesitz                                                      |
| 1912      | Ein Mädchen pellt Kartoffeln | Öl auf Leinwand       |                                                                   |
| 1913      | Portrait einer Dame mit rotem Kleid und Korallcollier | Öl auf Leinwand       |                                                                   |
| 1916      | Expedition auf der Halbinsel Sinai | Aquarell auf Karton   |                                                                   |
| 1917      | Straße in Jerusalem | Öl auf Leinwand       |                                                                   |
| 1918      | Krieg in den Kolonien-Tanga am 04.11.1914 | Öl auf Leinwand       |                                                                   |
| 1918      | Bau der Bagdadbahn |                       |                                                                   |
| 1919      | Mein Elternhaus 1856 | Öl auf Holztafel      | Stadtarchiv Münster                                               |
| 1919      | Das Sommerhaus (Geldern) | Öl auf Holztafel      |                                                                   |
| 1919      | Ein schattiger Eingang zu einem Haus in Geldern | Öl auf Holztafel      |                                                                   |
| 1923      | Ein Schweizer See | Öl auf Leinwand       |                                                                   |
| 1924      | Zyklus von 4 Bildern um den Tollen Bomberg: - Das Blumenbombardement des Tollen Bomberg - Die Rasur auf dem Bock - Eine Hochzeitreise in die schöne Welt - Der Tafelsprung des Tollen Bomberg | Öl auf Leinwand       | Privatbesitz, ausgestellt im Gasthof Großer Kiepenkerl in Münster |
| 1926      | Pferdetränke in Altmünster | Öl                    | Sylt                                                              |
| 1927      | Elo Wilhelm Sambo | Reiterbild            | Militärhistorisches Museum der Bundeswehr in Dresden              |
| 1931      | Großflugtag Münster 1931 | Gemälde               |                                                                   |
| 1936      | Hubertus-Jagd im Münsterland | Öl auf Leinwand       | Nottuln, Privatbesitz                                             |
| 1938      | Portrait eines Jägers mit seinem Hund | Öl auf Leinwand       | Privatbesitz                                                      |
| 1942/1943 | Mindener Geschichtszyklus - Widukind und Karl der Große (um 800) - Trauung Heinrich des Löwen im Mindener Dom (1168) - Kaiser Karl IV. in Minden (1377) - Mindener Hansekaufleute (15. Jahrhundert) - Reformationspredigt des Nikolaus Krage in der Martinikirche (1529) - Belagerung Mindens durch die Schweden (1634) - Kurfürst Friedrich Wilhelm I. stiftet die Prämie für das Freischießen (1685) - Schlacht bei Minden (1759) - Friedrich der Große besucht Minden (1763) | neun Gemälde          | Mindener Museum                                                   |
| 1946      | Rabe stiehlt Hund das Fressen | Öl auf Leinwand       | Privatbesitz                                                      |
|           | Einzug des Kardinals Clemens August von Galen am 16.03.1946 in das zerstörte Münster | Öl auf Karton         | Privatbesitz, ausgestellt im Hotel Kaiserhof in Münster           |
|           | Industrialisierte Getreideernte | Öl auf Leinwand       | Privatbesitz                                                      |
|           | Kühe am Weiher | Öl auf Leinwand       | Privatbesitz                                                      |
| 1947      | Trauung Heinrichs des Löwen |                       |                                                                   |
|           | Dämmerschoppen | Gemälde               | Gasthaus Stuhlmacher in Münster                                   |
|           | Rast unter einem Baum am Dschebel Musa | Öl auf Leinwand       |                                                                   |
|           | Hermann der Cherusker |                       |                                                                   |
|           | Der Kaufmann von Venedig | Aquarell              |                                                                   |
|           | Die Kunstkritiker/Konversation bei Tee | Öl auf Leinwand       |                                                                   |
|           | Porträt Karl I. | Öl auf Leinwand       |                                                                   |
|           | Baron von Romberg | Bilderzyklus          |                                                                   |